# Przysłop (Pasmo Radziejowej)
Przysłop (ok. 990 m) – szczyt w Paśmie Radziejowej w Beskidzie Sądeckim. Znajduje się w głównym grzbiecie tego pasma, pomiędzy przełęczą Przysłopy (832 m) a Dzwonkówką (982 m). Przysłop jest zwornikiem; na południe odchodzi od niego boczny grzbiet, niżej rozgałęziający się jeszcze na dwa ramiona. Główne ramię poprzez Kotelnicę (843 m), Bereśnik (811 m), Górę Popa (843 m), Guckę (763 m) i Bryjarkę (677 m) opada do doliny Grajcarka w Szczawnicy. Na stokach Przysłopu mają źródła 3 potoki, Czarny Potok, Obidzki Potok i dopływ Sopotnickiego.
Obecnie Przysłop jest porośnięty lasem, ale dawniej był bardziej bezleśny. Na zdjęciach lotniczych mapy Geoportalu widoczne są jeszcze trzy polany. Jedna, niewielka znajduje się na samym szczycie, na stokach południowych opisane są jeszcze inne polany. Wszystkie zarastają lasem.
Grzbietem Przysłopu biegnie granica między Szczawnicą w powiecie nowotarskim (stok południowy) i Obidzą w powiecie powiat nowosądeckim (stok północny). Przez główny grzbiet Przysłopu, oraz jego boczny, południowy grzbiet prowadzą dwa szlaki turystyczne krzyżujące się na szczycie Przysłopu.

## Szlaki turystyczne
Główny Szlak Beskidzki, odcinek: Krościenko – Góra Stajkowa – Dzwonkówka – Przysłop – przełęcz Przysłopy – Prehyba
 Łącko – przeprawa promowa przez Dunajec – Cebulówka – Okrąglica Północna – Koziarz – przełęcz Złotne – Dzwonkówka – Przysłop – Kotelnica – Bereśnik – bacówka PTTK pod Bereśnikiem – Bryjarka – Szczawnica.